# Johann Adam Schlesinger

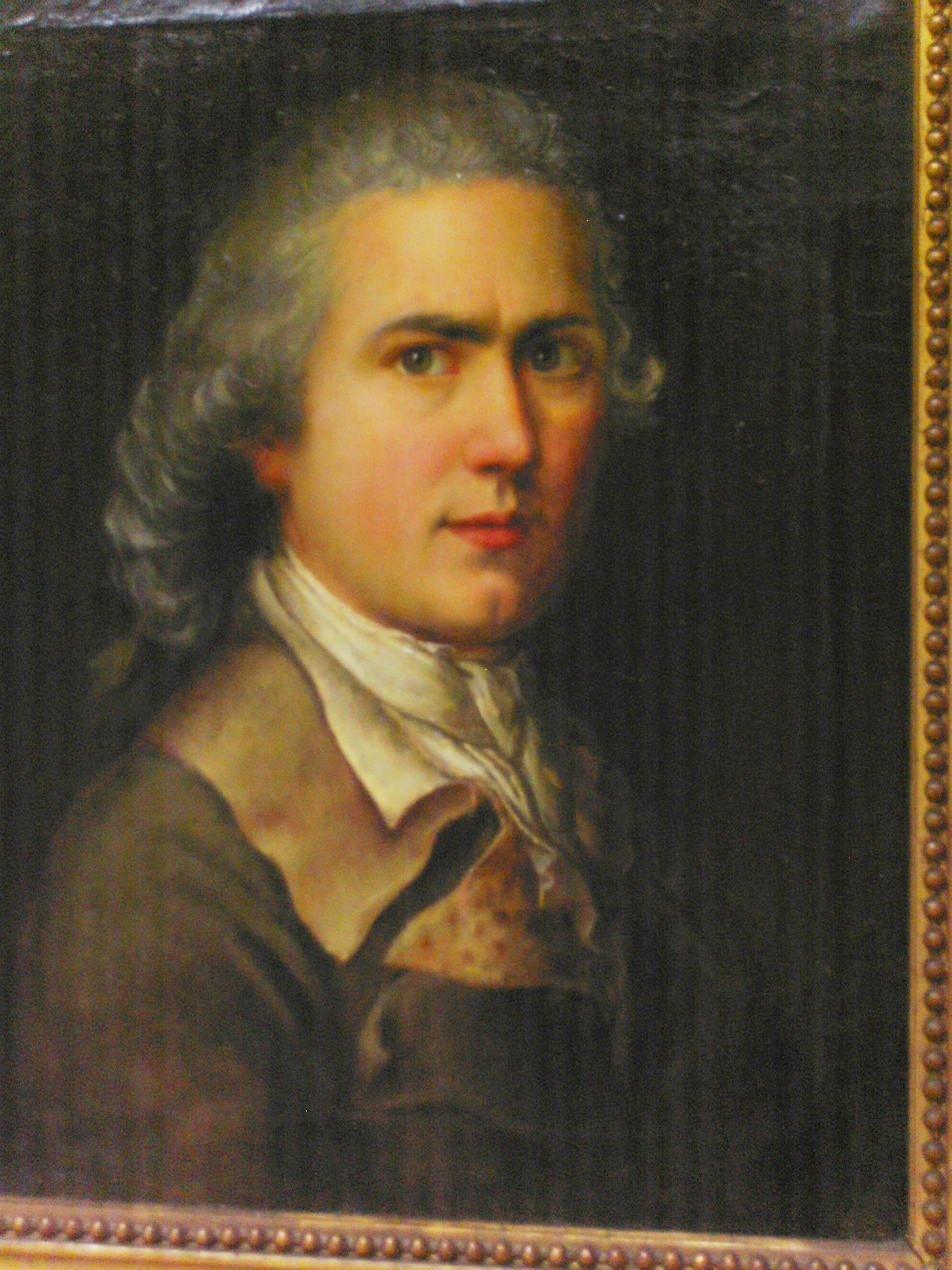
Johann Adam Schlesinger, Selbstporträt um 1790; Museum Grünstadt.

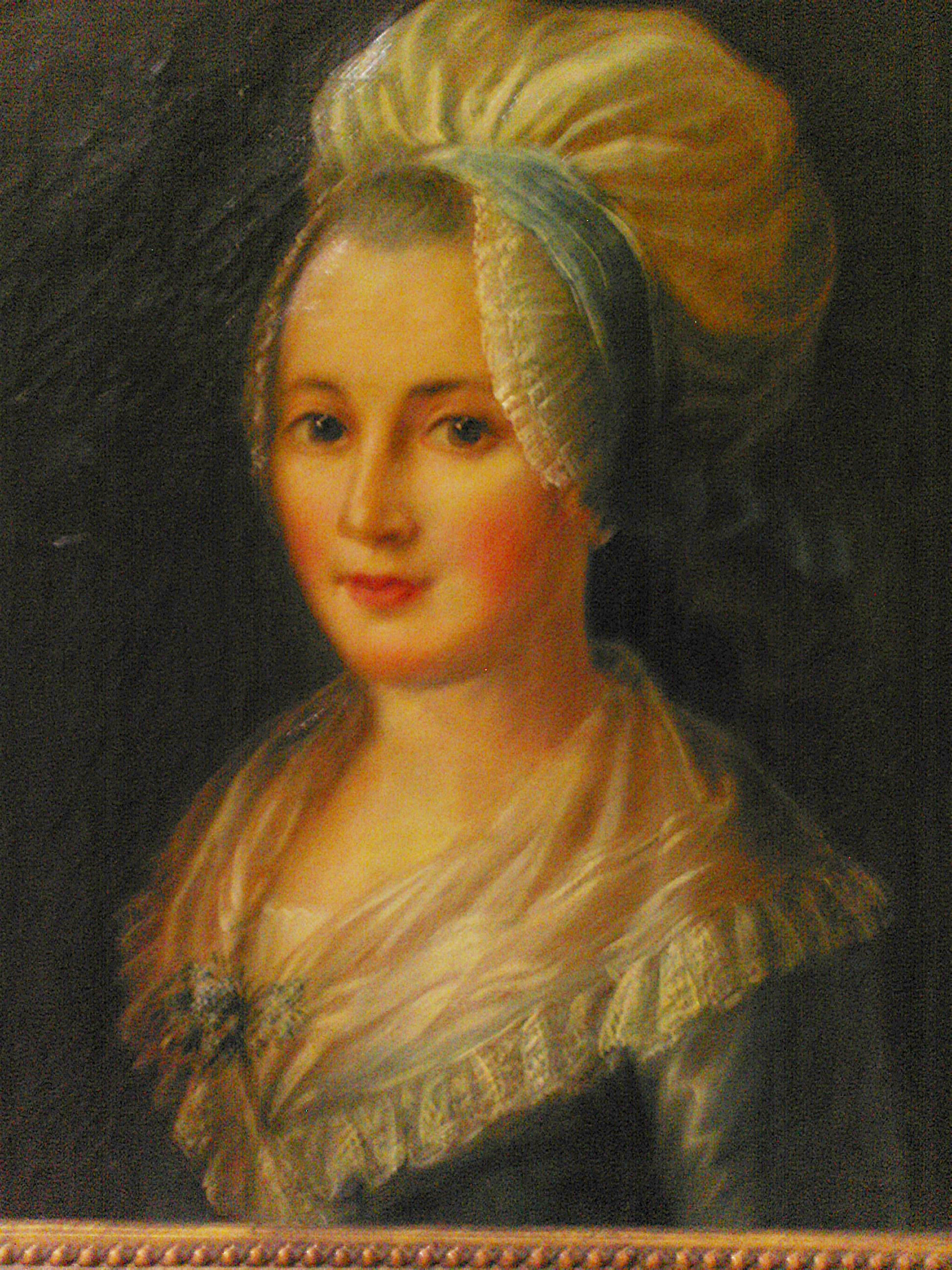
Johann Adam Schlesingers Frau Catharina Barbara geb. Becker, von ihm selbst gemalt um 1790; Museum Grünstadt.

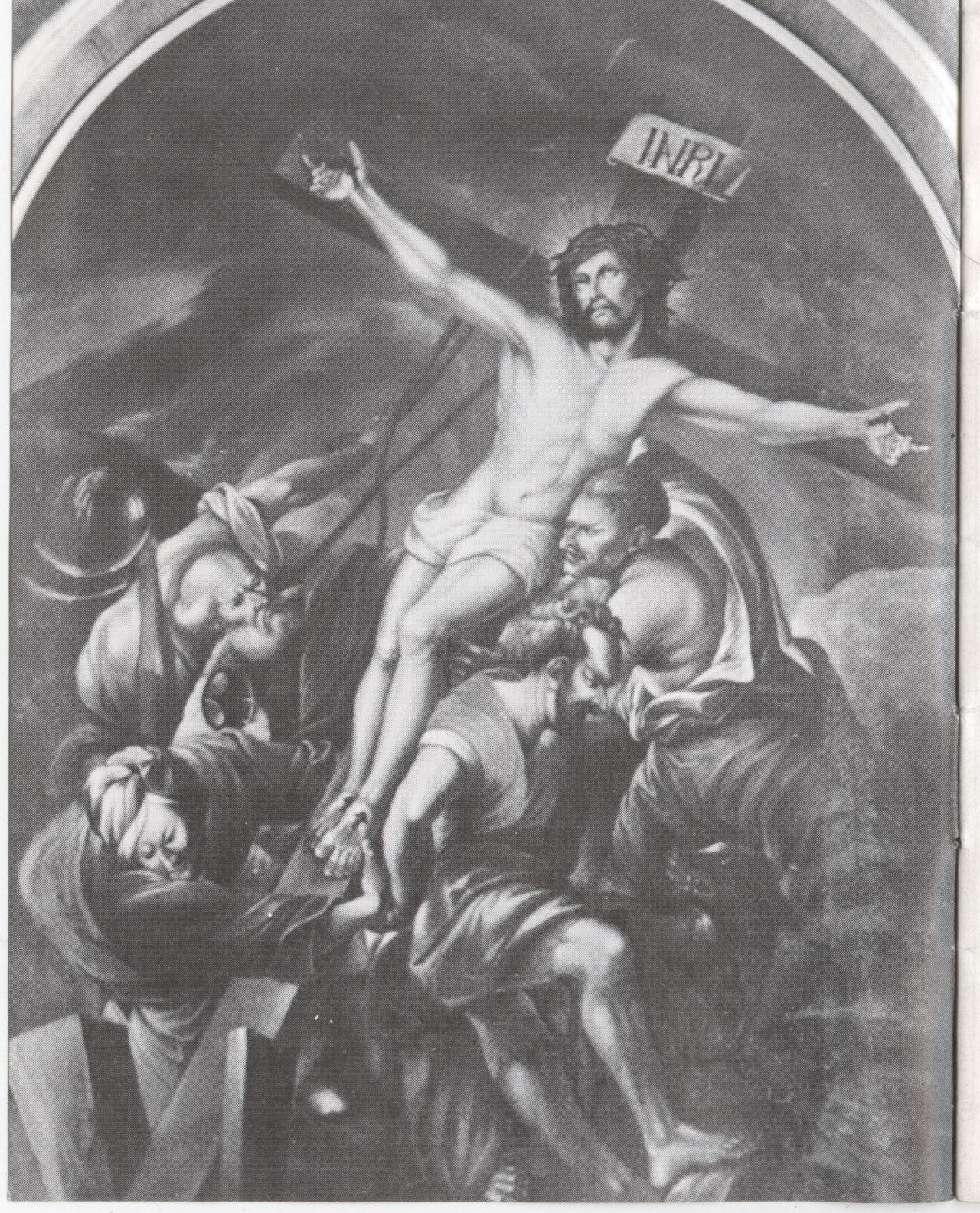
„Kreuzaufrichtung“, Hochaltarbild von Johann Adam Schlesinger, kath. Pfarrkirche Grünstadt, um 1800

Johann Adam Schlesinger (* 4. Oktober 1759 in Ebertsheim; † 7. Februar 1829 in Grünstadt) war ein deutscher Maler.

## Leben und Wirken
Johann Adam Schlesinger wurde als Sohn des Steinhauers Johann Schlesinger und dessen Ehefrau Carolina geb. Trübenbach, in dem pfälzischen Dörfchen Ebertsheim geboren. Die Malkunst hatte er von seinem Großvater Johann Trübenbach erlernt, der selbst in diesem Metier tätig war. 
Der junge Künstler studierte in Berlin und heiratete die Grünstadter Bürgerstochter Catharina Barbara Becker. Mit ihr siedelte er sich in Worms an, kehrte aber bald nach Grünstadt, in die Heimat seiner Frau zurück, wo er zum Hofmaler der hier residierenden Leininger Grafen avancierte. Dort bewohnte die Familie das Eckhaus Jakobstraße/Berggasse (später Lebensmittelgeschäft Rupp). 
Johann Adam Schlesinger war in der Region ein renommierter Maler; viele Bilder für Kirchen, aber auch Porträts und Stillleben stammen von seiner Hand. Für die katholische Pfarrkirche seines Domizils Grünstadt schuf er um 1800 das eindrucksvolle Hochaltargemälde „Kreuzaufrichtung“, das ihn dort bis heute unvergessen macht. In der protestantischen „Friedenskirche“ der Stadt hängt ein Lutherportrait von ihm. Ebenso befinden sich Gemälde von Johann Adam Schlesinger in der Nikolauskirche von Kleinkarlbach (Kanzel und Empore) und in der Stephanskirche von Ebertsheim. Die dortige Darstellung „Luther mit dem Schwan“ gehört neben der Grünstadter „Kreuzaufrichtung“ zu seinen bekanntesten Werken. Im protestantischen Dekanatsmuseum bei der Martinskirche Grünstadt sind mehrere Schlesingerbilder ausgestellt, die aus dem Gotteshaus von Kirchheim an der Weinstraße stammen. Die beiden Stillleben „mit Erdbeeren“ und „mit Johannisbeeren“ hängen in der Alten Nationalgalerie auf der Museumsinsel in Berlin.

In den Jahren 1812 und 1813, als Worms zur Französischen Republik gehörte, ist er in der Wormser Freimaurerloge „Du Temple réédifié de l'Ámitié fraternelle“ als Mitglied nachgewiesen.
Nach Johann Adam Schlesinger ist die Grünstadter „Schlesingerstraße“ benannt. Sein Sohn Johann Jakob (1792–1855) sowie sein Bruder Johann (1768–1840) waren ebenfalls namhafte Pfälzer Kunstmaler. Der Großneffe George Forster (1817–1896) lebte als Stilllebenmaler in USA. 
Zum hundertjährigen Jubiläum 2012 erhielt die Grundschule Ebertsheim den Namen: Johann-Adam-Schlesinger-Grundschule. 

Stillleben von Johann Adam Schlesinger
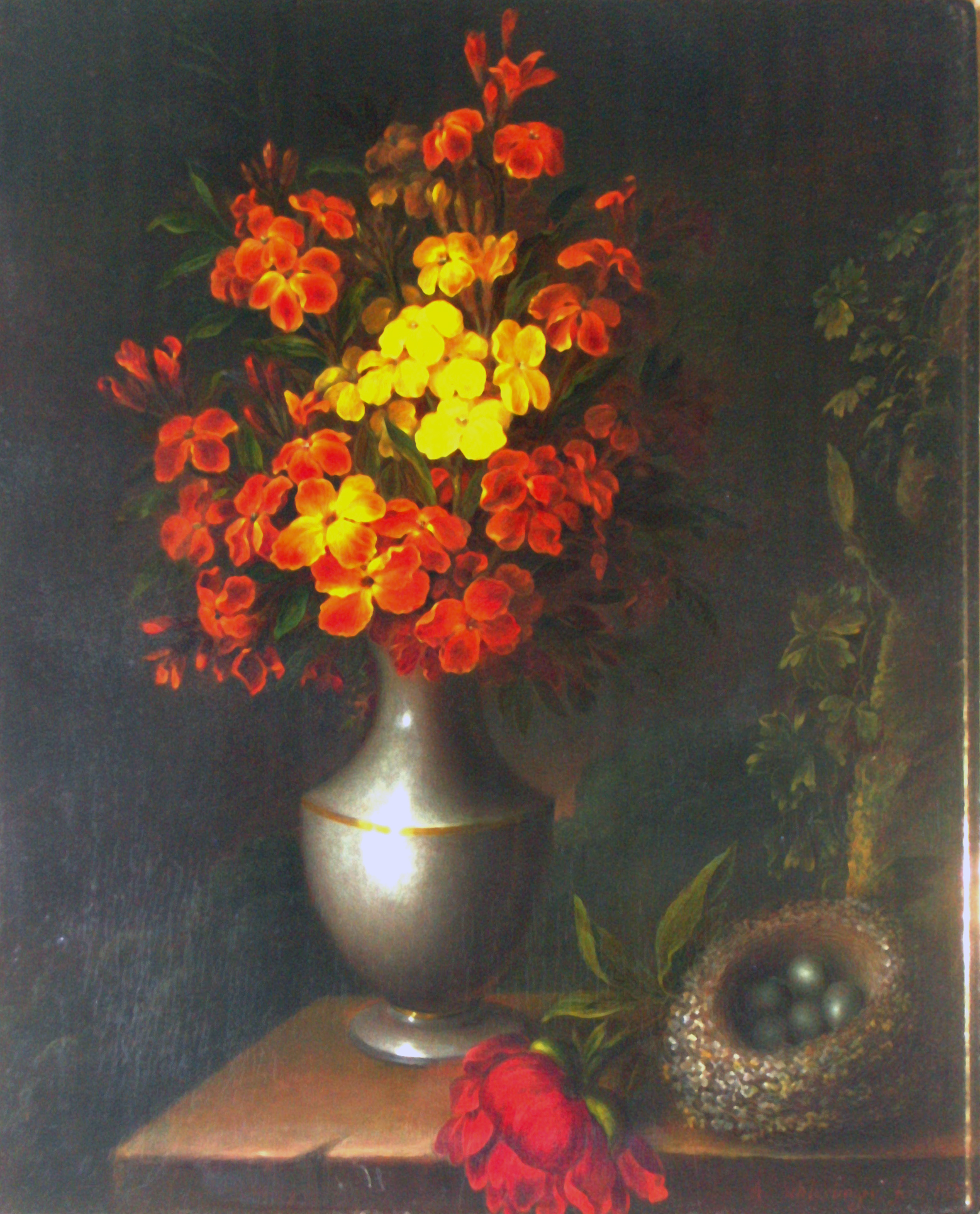
Stillleben mit Vogelnest
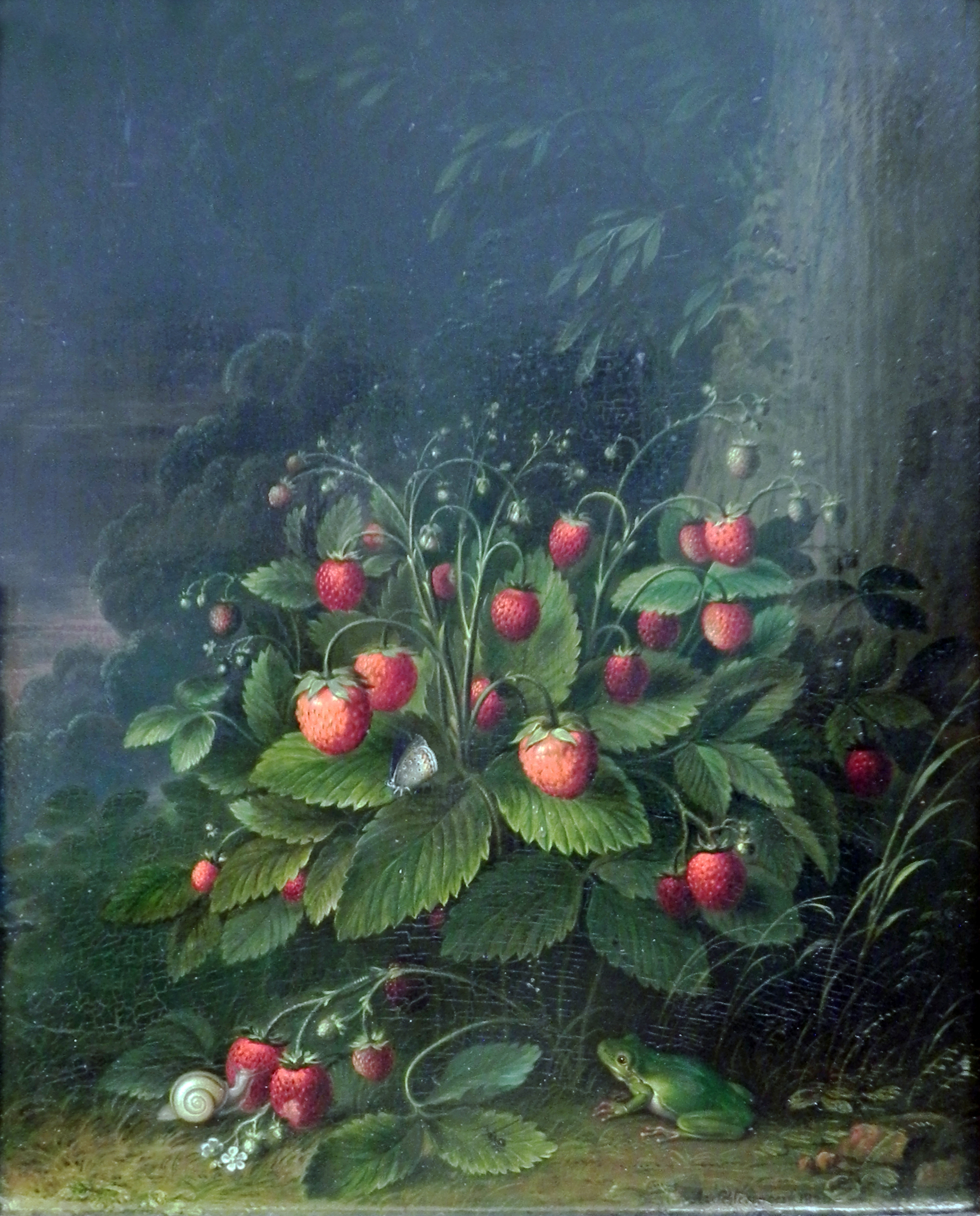
Stillleben mit Erdbeeren
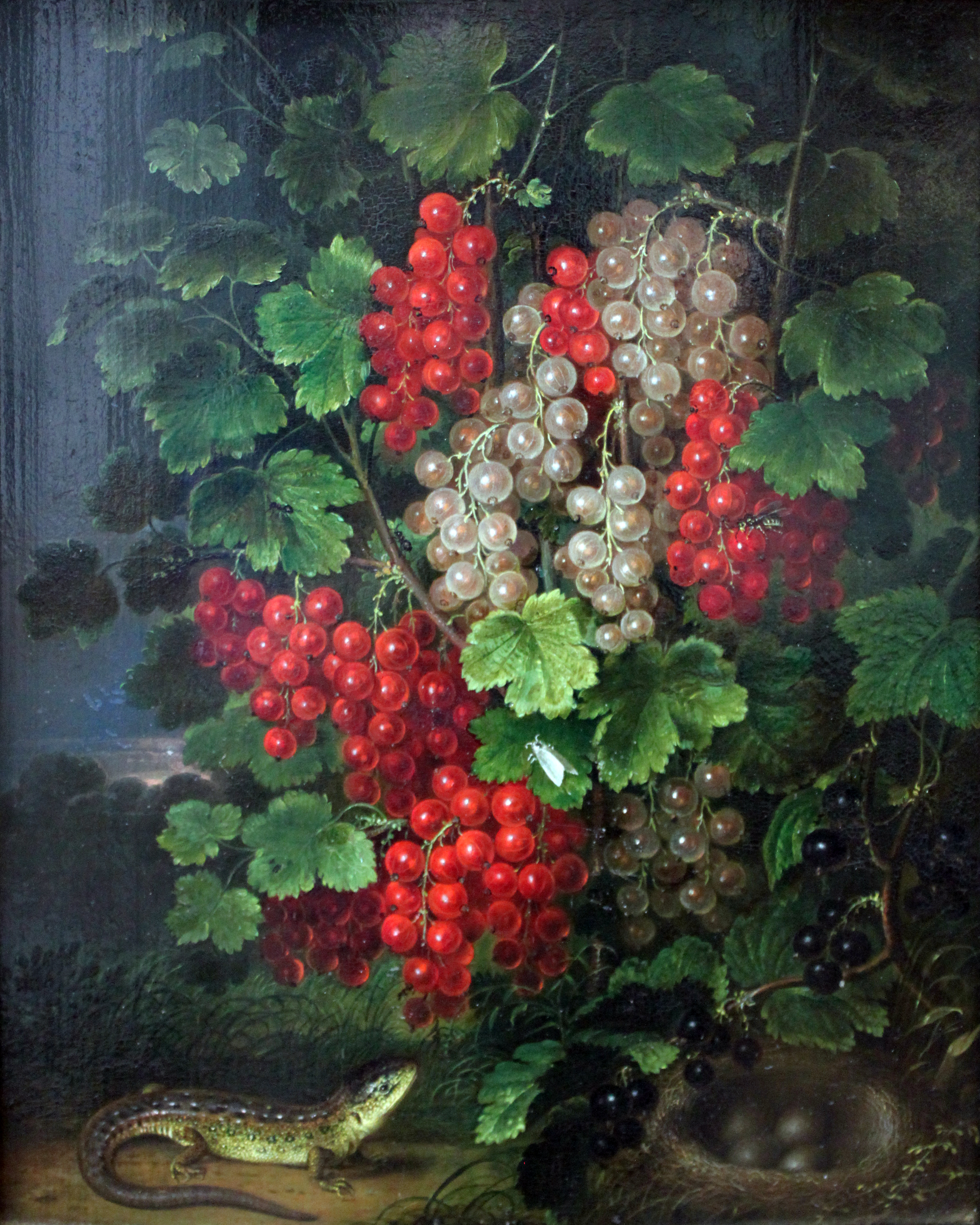
Stillleben mit Johannisbeeren